# Gustav von der Goltz (Landrat, 1831)
Gustav Albrecht Carl Ferdinand Graf von der Goltz (* 23. Juni 1831 in Zützer; † 26. Januar 1909 in Potsdam) war ein deutscher Verwaltungsjurist und Ministerialbeamter in Preußen.

## Leben
Gustav war der Sohn des gleichnamigen Gustav von der Goltz, preußischer Landrat und Abgeordneter der Frankfurter Nationalversammlung, und dessen Ehefrau Cecile, geborene de Chevenix de Beville (1801–1889).
Goltz studierte Rechtswissenschaft an der Friedrich-Wilhelms-Universität zu Berlin. Mit Adalbert Krueger wurde er 1851 im Corps Marchia Berlin aktiv. Er wurde ebenfalls Landrat und wirkte von 1862 bis 1878 im Kreis Züllichau-Schwiebus der Provinz Brandenburg. Als preußischer Wirklicher Geheimrat wurde Gustav zum Vizepräsident der Preußischen Oberrechnungskammer in Potsdam ernannt.

### Familie
Er heiratete am 31. Mai 1862 zu Frankfurt a. d. Oder Cäcilie Agnes Karoline Philippine von Perbandt (* 26. Dezember 1839; † 31. Juli 1871), Tochter des Juristen Adolf von Perbandt und der Antionette geb. Freiin von der Goltz. Das Paar hatte mehrere Kinder:
- Antoinette Gottliebe Klementine Emilie Luise Cäcilie (* 3. November 1863; † 25. März 1941)
- Gustav Adolf Joachim Rüdiger (* 8. Dezember 1865; † 4. November 1946), deutscher Generalleutnant ⚭ Hannah von Hase (* 19. Juli 1873)
- Hector Adolph Andreas Günther (* 29. August 1869; † 16. Februar 1947)
- Antoinette Cäcilie Elisabeth (* 13. Juli 1868)

Die zweite Ehe schloss Gustav von der Goltz 1876 mit Agnes Brandt von Lindau (* 2. Juni 1837; † 25. Juli 1880), Tochter der Josepha Wilkens aus Saarbrücken und des Rittmeisters Benno Wilhelm Brandt von Lindau, eines nicht erbenden Vertreters der Familienlinie Wiesenburg-Schmerwitz. Nach ihrem Tod heiratete er in dritter Ehe 1886 in Pyrmont seine jüngere Schwägerin Dorothea verw. Brandt von Lindau, geb. Freiin von Bissing (* 6. März 1850).